# Anders Bringdal
Anders Bringdal (* 27. Juli 1967 in Stockholm) ist ein schwedischer Windsurfer.
Erste Kontakte zum Wassersport hat Anders Bringdal im Stockholmer Schärengarten und auf dem See Roxen. Als 13-Jähriger begann er mit dem Windsurfen und bereits als 15-Jähriger belegte er beim Windsurfer-Weltcup in Perth, Australien, den fünften Platz. 1985 qualifizierte er sich für die Amateur-Weltmeisterschaften im Funboard-Segeln am Gardasee in Italien, wo er den Weltcup-Titel holte.

## Erfolge als Profi
Im Alter von 18 Jahren wurde Anders Bringdal Vollzeitprofi. Er nahm an der Weltmeisterschaft der Professional Windsurfers Association (PWA) 1986–2001 teil. Unter anderem war er Gewinner im Slalom-Wettbewerb der Herren 1987 und im Kursrennen der Herren 1988. In der Bestenliste aller World-Cup-Wertungen wird Anders Bringdal auf Platz 14 geführt (Stand Mai 2020). In den Jahren 2009 und 2010 gewann er die Gesamt-Weltmeisterschaft im Geschwindigkeitssurfen. Heute hält er laut ISWC den offiziellen schwedischen Geschwindigkeitsrekord über 500 Meter bei 51,45 Knoten (95,3 km/h). Im Jahr 2016 wurde Bringdal als achte Person in die schwedische Sailing Hall of Fame gewählt.